# Vickers Vincent
Die Vickers Vincent war ein einmotoriges, dreisitziges Mehrzweckflugzeug einiger Übersee-Staffeln der Royal Air Force (RAF). Sie war eine Abwandlung des Torpedobombers Vickers Vildebeest, der 1933 in den Dienst der RAF gekommen war. Acht Staffeln der Royal Air Force nutzten die Vickers Vincent zwischen 1935 und 1943.
Ein weiterer Nutzer der Vickers Vincent war die Royal New Zealand Air Force (RNZAF), die zwischen Juli und Dezember 1939 60 Maschinen aus RAF-Beständen im Mittleren Osten erhielt und zwei weitere Maschinen aus Ersatzteilen produzierte.

## Entwicklung derVickers Vincent
Die Vickers Vincent war die Weiterentwicklung der Vickers Vildebeest zur Nutzung bei den mit der Armee in Indien und im Mittleren Osten kooperierenden Staffeln der RAF, die bislang die Westland Wapiti oder die Fairey IIIF und Fairey Gordon nutzten, die noch auf im Ersten Weltkrieg konstruierte Typen zurückgingen. Um die Eignung des Typs für derartige Einsätze zu prüfen, hatte die modifizierte Vildebeest Mk.I S1714 umfangreiche Test 1932/33 im Mittleren Osten durchgeführt. Diese Maschine war der Prototyp der Vincent-Variante und zeigte die Eignung des Typs. Auch die Vildebeest Mk.I S1715 mit einem zum Teil verkleideten Motor wurde zu Tests genutzt. Als besonders überzeugend galt der an Stelle des Torpedos angebrachte Zusatztank. Die erste Bestellung von Serienmaschinen erfolgte nach der Spezifikation 16/34.
Die Serienmaschinen erhielten unverkleidete 660 PS-Bristol Pegasus IIM3-Sternmotoren. Neben den Neubauten gab es auch modifizierte Vildebeest-Maschinen und Übertragungen von ursprünglich als Vildebeest georderten Neubauten zu Vincent-Bauaufträgen. Neu gefertigt wurden K4131-K4155, K4615-K4619, K4656-K4750, K4883-K4885,K6236-K6268.

## Produktion
Abnahme der Vickers Vincent durch die RAF:
| Version | 1934 | 1935 | 1936 | Summe |
| ------- | ---- | ---- | ---- | ----- |
| Vincent | 30   | 103  | 64   | 197   |

## Einsatz derVickers Vincent

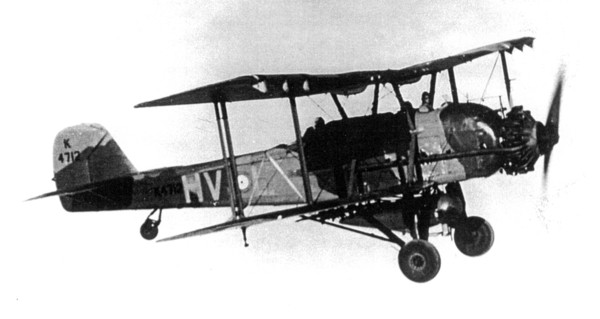
Vickers Vincent der 8. Squadron

Der neue Flugzeugtyp sollte in der RAF unter anderem die Fairey IIIF Mk.IV ersetzen und so wurde die Staffel 8 in Aden als letzte Staffel mit diesem Typ die zweite Einsatzstaffel mit Vickers Vincent-Maschinen ab Februar 1935. Ab April 1935 vollständig umgerüstet, erhielt die Staffel 1939 vor Kriegsausbruch einige Bristol Blenheim, aber die Vickers Vincent blieb wesentlicher Teil der Ausstattung der Staffel bis 1942. Die Staffel führte seit dem Kriegseintritt Italiens im Sommer 1940 Angriffe gegen Italienisch-Ostafrika durch. Der Erste Angriff erfolgte am 12. Juni, mit neun Blenheims gegen den Flugplatz in Assab, dem in der Nacht ein weiterer Angriff über das Rote Meer mit fünf Vincents gegen den Flugplatz folgte.
Nach dem Zusammenbruch der italienischen Kräfte in Ostafrika, übernahm die Staffel wieder Einsätze innerhalb der Kolonie und Kontrollflüge über See gegen Unterseeboote. Mit sieben Jahren erfolgte bei der Staffel 8 der längste Einsatz der Vickers Vincent.
Die ebenfalls auf der Arabischen Halbinsel in Shaibah südwestlich von Basra stationierte Staffel 84 ersetzte ihre Westland Wapiti schon ab Dezember 1934 gegen Vickers Vincent und wurde die erste Staffel mit dem neuen Unterstützungsflugzeug, ersetzte es aber schon im Februar 1939 durch Bristol Blenheim Mk.I.

1937 ersetzte die ebenfalls im Irak in Habbaniyya am Euphrat westlich von Bagdad stationierte Staffel 55 ihre Westland Wapiti gegen Vickers Vincent wurde allerdings auch schon vor dem Zweiten Weltkrieg im August 1939 auf Bristol Blenheim Mk.I umgerüstet.
Die dritte Wapiti-Staffel im Irak (No.30) erhielt keine Vickers Vincent, sondern ab 1935 Hawker Hardy-Aufklärer und wurde schon im Februar 1938 eine Blenheim-Staffel.
Am 31. August 1939 wurde in Habbaniya eine 'S' genannte Staffel mit alten Vickers Vincent für Überwachungsaufgaben im Irak gebildet, da die Blenheim-Staffeln nach Ägypten verlegt werden sollten. Im September 1940 verlegte diese Einheit nach Shaibah, wo sie am 1. November 1940 in Staffel No 244 umbenannt wurde. Im Mai 1941 wurde diese Staffel mit ihren Doppeldeckern gegen die aufständische Irakische Armee eingesetzt und begann ab August 1941 Aufklärungseinsätze über dem Iran. Ab Januar 1942 erhielt diese letzte aktive Staffel mit der Vickers Vincent zweimotorige Airspeed Oxford-Schulflugzeuge, um die Besatzungen auf das geplante neue Einsatzmuster Bristol Blenheim vorzubereiten, das ab April eintraf. Die letzte Vickers Vincent wurde aber erst im Januar 1943 ausgesondert.
Die ursprünglich geplante Umrüstung der in Indien stationierten Westland Wapiti-Staffeln 5, 27, 28, 31 auf Vickers Vincent wurde nicht durchgeführt.
Im Zuge der Abessinienkrise 1935 und der Mobilisierung der britischen Kräfte kam die Vickers Vincent auch in Ägypten und dem Sudan zum Einsatz und ersetzte in drei Staffeln ganz, teil- oder zeitweise deren zuvor eingesetzte Fairey Gordon-Maschinen.
Die mit der Gordon ausgerüsteten Leichten Bomberstaffeln 35 und 207 verlegten im Zuge der Krise aus Großbritannien in den Sudan. 207 tauschte diese Maschinen im April 1936 gegen Vickers Vincent, ließ sie aber beim Abzug im August im Sudan zurück und übernahm in der Heimat wieder Fairey Gordon-Maschinen.
Die in Khartum stationierte Staffel 47 erhielt im Juli 1936 Vickers Vincent, die neben Fairey-Schwimmerflugzeugen eingesetzt wurden. 1939 erhielt die Staffel Vickers Wellesley, war aber bei Kriegsausbruch zum Teil noch mit Vickers Vincent-Maschinen ausgerüstet, Dieser Zustand bestand auch noch im Juni 1940, als Italien an der Seite des Deutschen Reichs in den Zweiten Weltkrieg eintrat. Bis August 1940 wurden auch die alten Doppeldecker gegen italienische Streitkräfte in Äthiopien und Eritrea eingesetzt.
Schon im November 1935 hatte die Staffel 45 in Ägypten ihre ersten Vickers Vincent erhalten, die daneben auch über Fairey IIIF, Hawker Hart und Fairey Gordon verfügte. Nachdem im November 1937 die ersten Vickers Wellesley eingetroffen waren, gab die Staffel im Dezember 1937 ihre letzte Vincent ab und verfügte nur noch über einen Einsatztyp.
Der B-Flight der Staffel 45 war seit dem 25. September 1936 dauerhaft in Nairobi stationiert und wurde am 15. Dezember 1936 als Staffel 223 bezeichnet. Im November 1937 wurden die Fairey Gordon durch Vickers Vincent ersetzt, die bis Juni 1938 im Dienst blieben, ehe 223 auf Vickers Wellesley umgerüstet und auf volle Staffelstärke gebracht wurde.

## Nutzung in anderen Staaten
Königreich Irak
1941 soll die Irakische Luftwaffe über eine Vickers Vincent verfügt haben, die wohl erbeutet worden war.
 Neuseeland
Zwischen Juli und Dezember 1939 erhielt die Royal New Zealand Air Force (RNZAF) 60 Maschinen aus RAF-Beständen im Mittleren Osten und produzierte zwei weitere Maschinen aus Ersatzteilen. Die Maschinen wurden zusammen mit den fast identischen Vickers Vildebeest eingesetzt, von denen Neuseeland zwölf 1935 als Neubauten angekauft hatte und nach Kriegsbeginn 27 weitere aus RAF-Beständen erhielt. Alle Maschinen wurden zur Ausbildung von Piloten und als Aufklärungsmaschinen in der Seeraumüberwachung um Neuseeland eingesetzt. Dazu wurden 1940 Einsatzstaffeln gebildet. Außerhalb Neuseelands wurde im November 1941 die Staffel No.5 auf Fidschi mit Vincent als Erstausrüstung aufgestellt, aber schon bald in eine Flugbootstaffel umgebildet. Als nach Kriegsbeginn mit Japan neuseeländische Staffeln modernere amerikanische Flugzeuge erhielten und von den Pazifikinseln eingesetzt wurden blieben die Vincent in der Heimat bei den neugebildeten Staffeln 7 und 8. Letztere bildete erst Kampfpiloten für den Einsatz in Europa aus und wurde dann im Frühjahr 1943 in eine Kampfstaffel mit Grumman Avenger umgebildet. Die Staffel 7 überwachte das Seegebiet um die Hauptinseln und wurde im Mai 1943 als letzte Staffel mit Vickers Vincent aufgelöst. Eine erwogene Umrüstung auf moderne Maschinen wurde nicht weiterverfolgt, da eine Bedrohung um die Inseln nicht mehr gegeben war.

## Nachfolgemodell

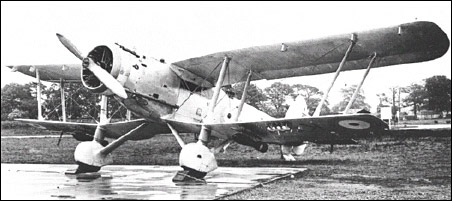
Vickers Type 253

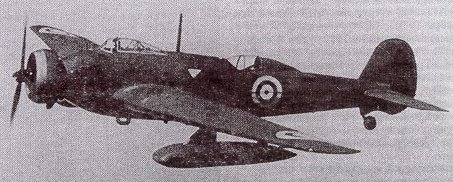
Vickers 290 Wellesley

Das Luftfahrtministerium suchte mit der Ausschreibung G.4/31 einen Ersatz für die Kolonialmaschinen Fairey Gordon und die in Indien weiterhin eingesetzte Westland Wapiti. Der neue Typ sollte in Zusammenarbeit mit der Armee, als Horizontal-, wie als Sturzbomber, als Aufklärer, Sanitätsflugzeug und ggf.auch als Torpedobomber einsetzbar sein.
Vickers entwickelte dazu den Doppeldecker-Prototyp Type 253, der von der Vildebeest/Vincent erheblich abwich. Die Maschine hatte ein völlig verändertes Tragwerk mit versetzten Tragflächen und unterschiedlichen Spannweiten. Auch der Rumpf war abweichend konstruiert hatte aber einen 690 PS-Bristol Pegasus IIIM3-Motor in einer Townend-Verkleidung. Wegen der vorgegebenen Möglichkeit des Torpedobombereinsatz hatte das Fahrwerk keine durchgehende Achse und große Räder in Verkleidungen wie die Vincent. Der Prototyp K2771 absolvierte seinen Erstflug am 16. März 1934. 1935 flog die Maschine verbessert mit einem geschlossenen Cockpit und wurde zum Sieger der Ausschreibung erklärt, für die sich auch noch die Eindecker Handley Page HP.47 und Westland PV.7 sowie die Doppeldecker Armstrong Whitworth A.W.19, Blackburn B-7, Fairey G.4/31, Hawker P.V.4 und die Parnall G.4/31 beworben hatten. Es wurden 150 Maschinen bestellt, der Auftrag aber am 10. September 1935 auf den von Vickers auf eigene Rechnung entwickelten Vickers Wellesley-Eindecker übertragen, der am 19. Juni 1935 als Type 290 K7556 seinen Erstflug erfolgreich durchgeführt hatte.

## Technische Daten
| Kenngröße             | Type 207 M.1/30                           | Vildebeest M.III                      | Vildebeest M.IV                        | Vincent                       | Type 253 G.4/31       |
| --------------------- | ----------------------------------------- | ------------------------------------- | -------------------------------------- | ----------------------------- | --------------------- |
| Besatzung             | 2                                         | 3                                     | 2                                      | 3                             | 2                     |
| Länge                 | 13,29 m                                   | 11,18 m                               | 11,48 m                                | 11,18 m (36 ft 8 in)          | 11,28 m               |
| Spannweite            | 15,24 m                                   | 14,94 m (49 ft)                       | 14,94 m (49 ft)                        | 14,94 m (49 ft)               | 16,03 m               |
| Höhe                  | 4,42 m                                    | 4,47 m                                | 4,47 m                                 | 5,41 m (17 ft 9 in)           | 3,81 m                |
| Flügelfläche          | 67,3 m²                                   | 67,63 m² (728 ft²)                    | 67,63 m² (728 ft²)                     | 67,63 m² (728 ft²)            | 53,04 m²              |
| Leermasse             | 2359 kg                                   | 2170 kg                               | 2142 kg                                | 1918 kg (4229 lb)             | 2553 kg               |
| Startmasse            | 4354 kg                                   | 3864 kg                               | 3856 kg                                | 3674 kg (8100 lb)             | 3787 kg               |
| Höchstgeschwindigkeit | 256 km/h                                  | 230 km/h                              | 251 km/h                               | 229 km/h (142 mph)            | 259 km/h              |
| Reichweite            |                                           | 1014 km max. 2100 km                  | 1014 km max. 2615 km                   | 1006 km (625 mi) max. 2012 km |                       |
| Dienstgipfelhöhe      |                                           | 5800 m (19.000 ft)                    | 5182 m (17.000 ft)                     | 5182 m (17.000 ft)            |                       |
| Antrieb               | Buzzard IIIMS, 825 PS                     | Pegasus IIM.3, 635 PS                 | Perseus VII, 825 PS                    | Pegasus IIM.3, 635 PS         | Pegasus IIM.3, 690 PS |
| Bewaffnung            | 2 MG                                      | 2 MG                                  | 2 MG                                   | 2 MG                          | 2 MG                  |
| Bombenlast            | ein 457-mm-Torpedo oder bis 908 kg Bomben | ein 457-mm-Torpedo oder 500 kg Bomben | ein 457-mm-Torpedo, oder 454 kg Bomben | 454 kg Bomben                 | 680 kg                |